# Университетет (станция метро, Стокгольм)
«Университет» (швед. Universitetet) — станция Стокгольмского метрополитена, расположенная в районе Норра Юргорден в коммуне Стокгольм. Открыта 12 января 1975 года. Станция расположена на красной линии, обслуживается маршрутом T14. В будний день станцией пользуются примерно 10 тыс. пассажиров.

## Описание станции

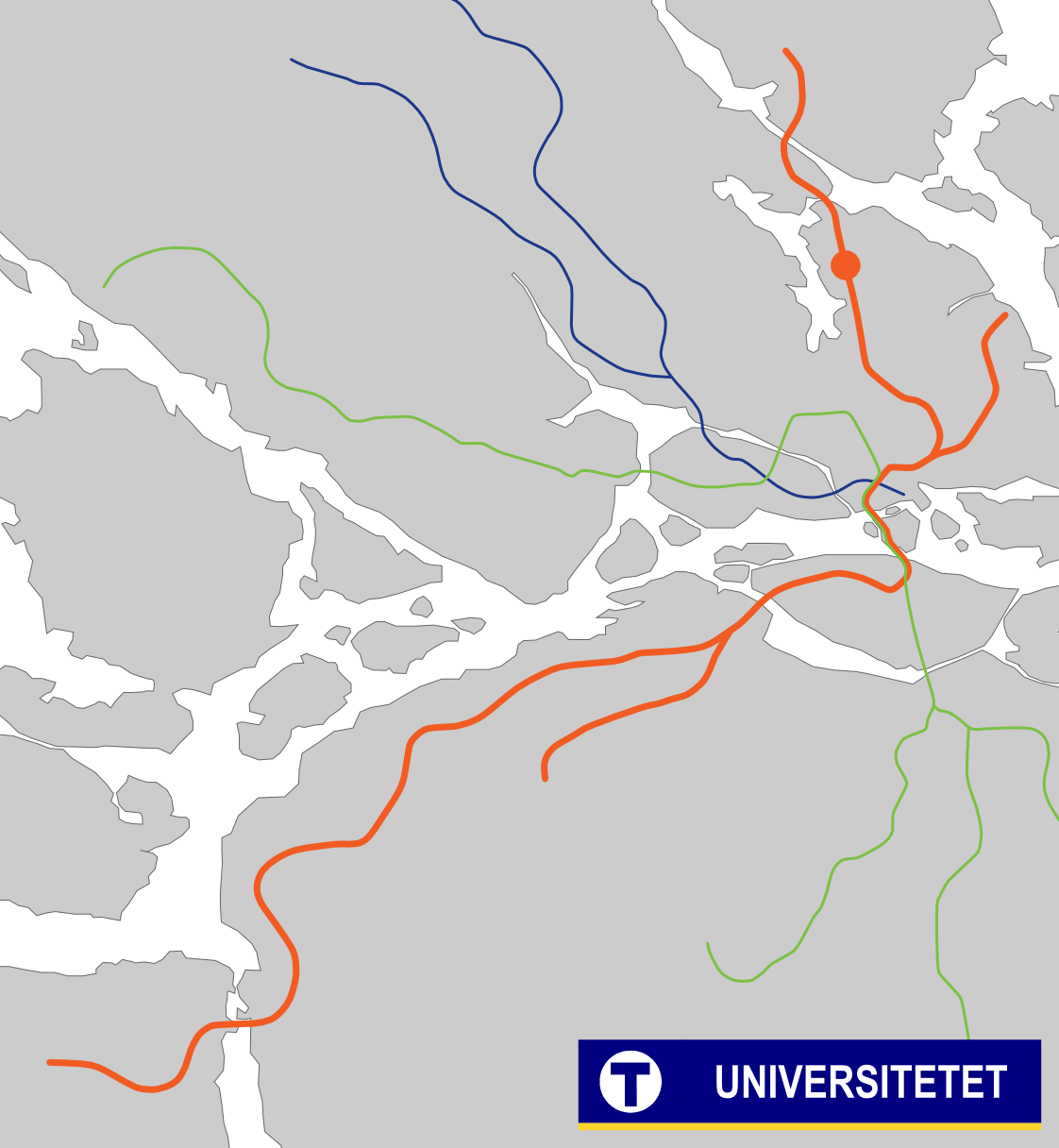
Станция на карте метрополитена Стокгольма

Станция обслуживает и получила своё название от Стокгольмского университета, расположенного в районе Фрескати. Вблизи также находятся Шведская королевская академия наук и Шведский музей естественной истории.
Станция находится на Красной линии между станциями екниска хёгскулан и «Бергсхамра», примерно в 5 километрах или 8 минутах езды от центральной станции «Т-Сентрален».
Платформы расположены в тоннеле на глубине 25 метров. Станция «Университет» — десятая по глубине среди всех станций Стокгольмского метро, находящаяся на 9,5 метров ниже уровня моря. Основной вход находится в южной части станции, рядом с парком, севернее здания Allhuset. В северной части тоннеля существует незавершённый вход, ведущий к Шведскому музею естественной истории, который используется только как аварийный выход. Завершение строительства этого входа зависит от увеличения пассажиропотока.

## Архитектура и художественное оформление
Архитектор Давид Хелльден спроектировал здание станции по заказу компании Storstockholms Lokaltrafik. Чтобы сохранить вид на Королевскую академию наук и залив Бруннсвикен, вход был встроен в землю и оформлен в виде небольшой бетонной конструкции с зелёной крышей. Позднее здание было облицовано кирпичом.
В 1998 году году художница Франсуаза Шейн реализовала масштабный проект, украсив станцию постоянными инсталляциями, посвящёнными Всеобщей декларации прав человека и работам Карла Линнея.

## Галерея

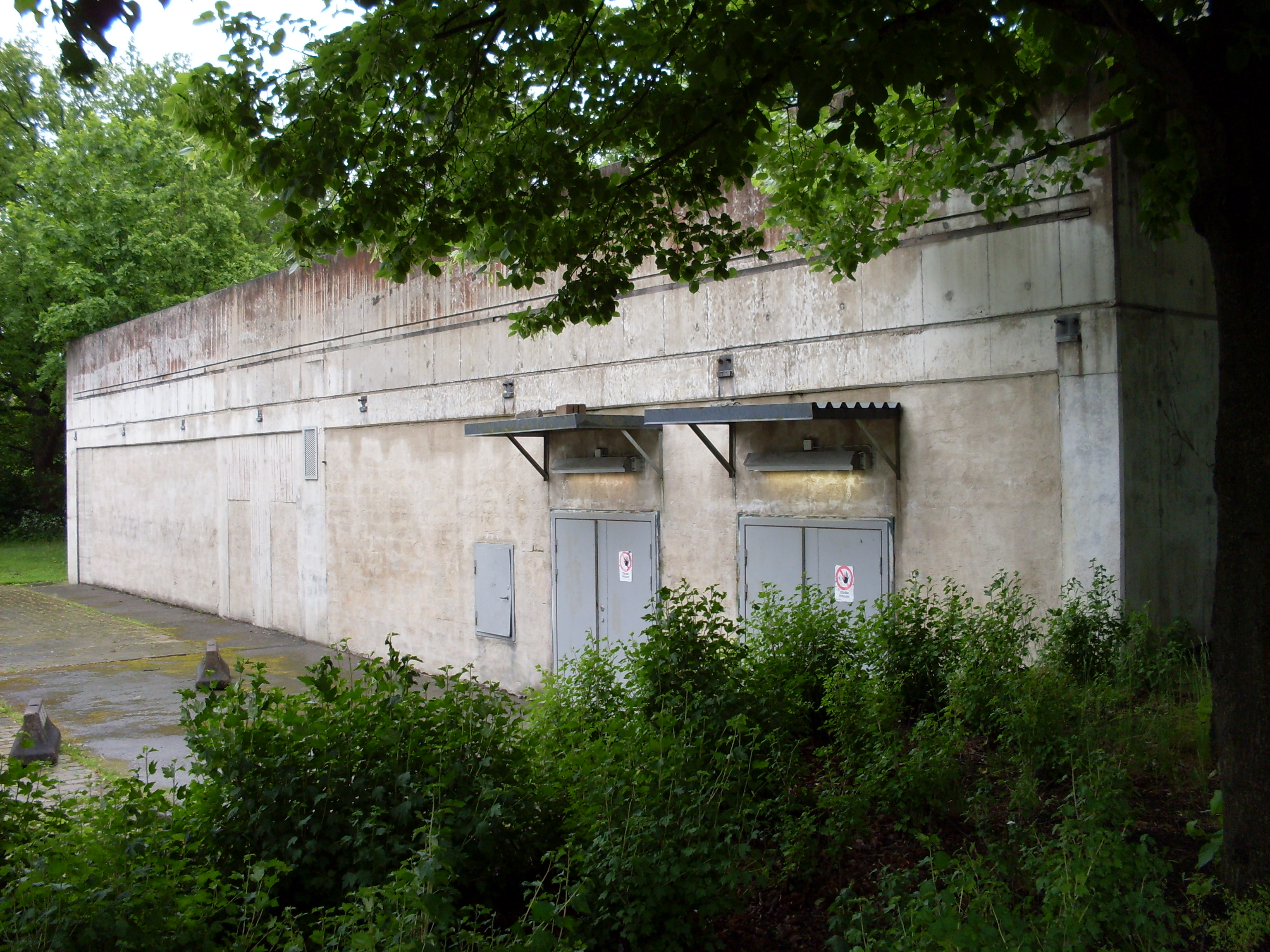
Никогда не использовавшийся северный вход.
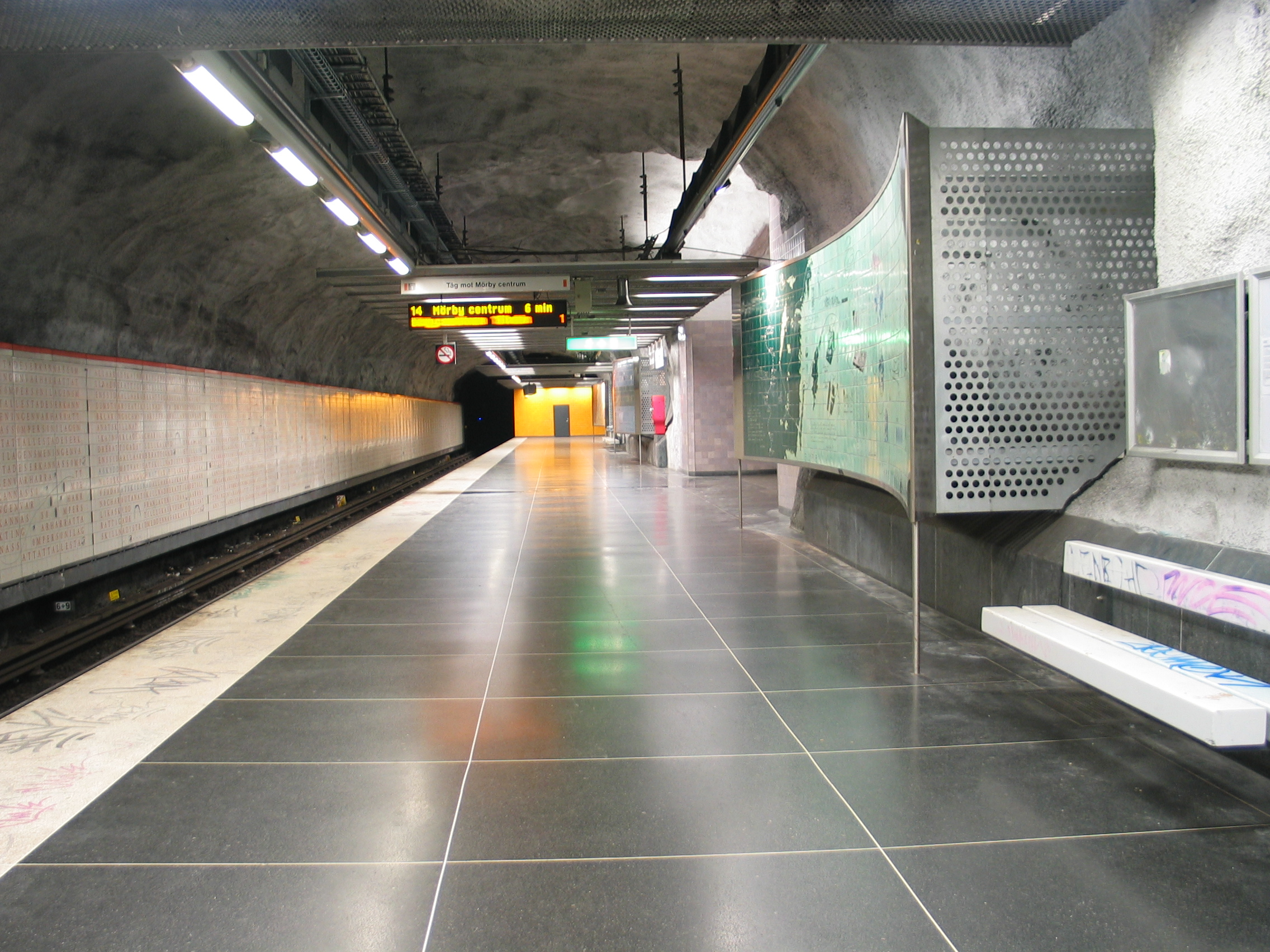
Платформа.
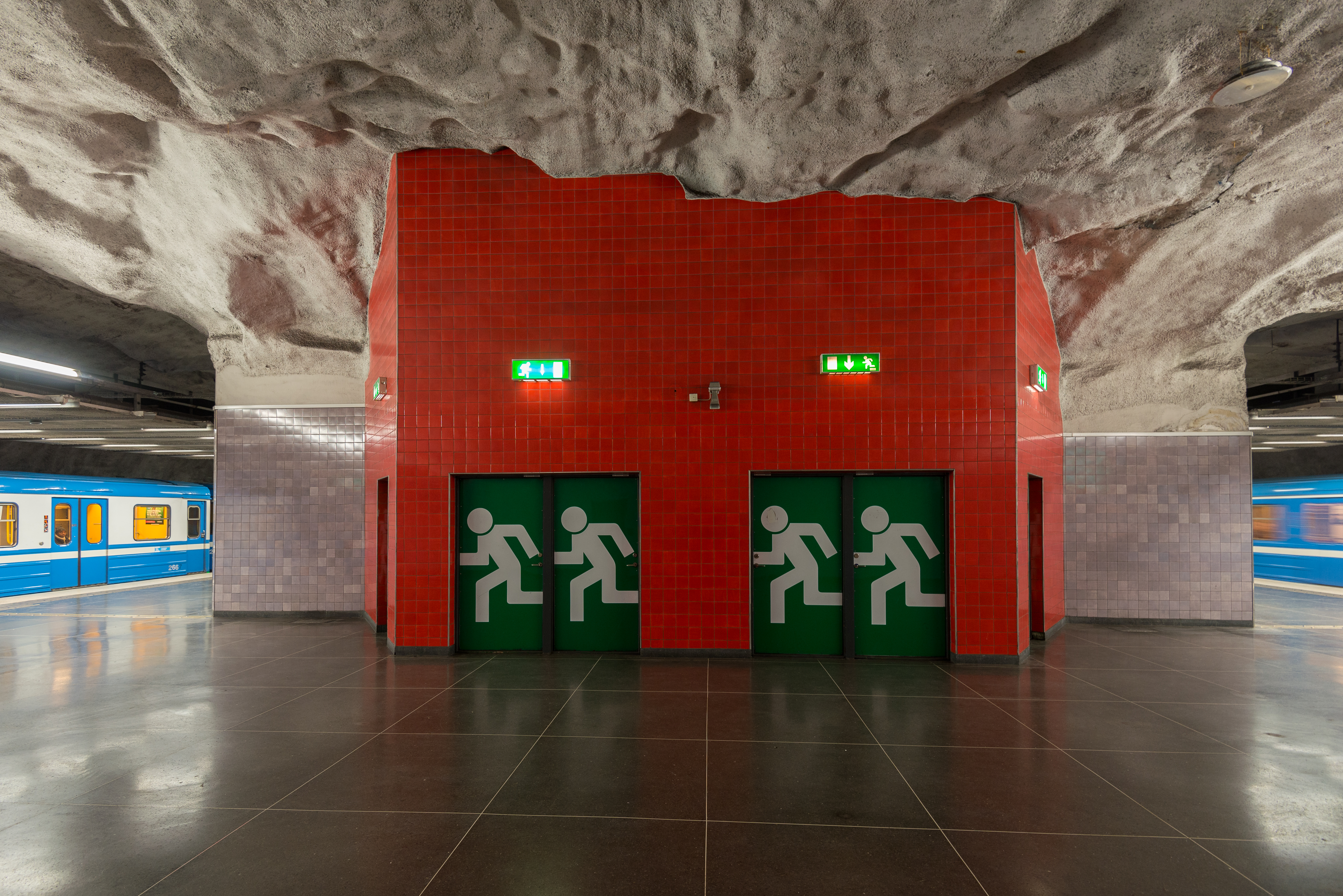
Аварийный выход на станции.
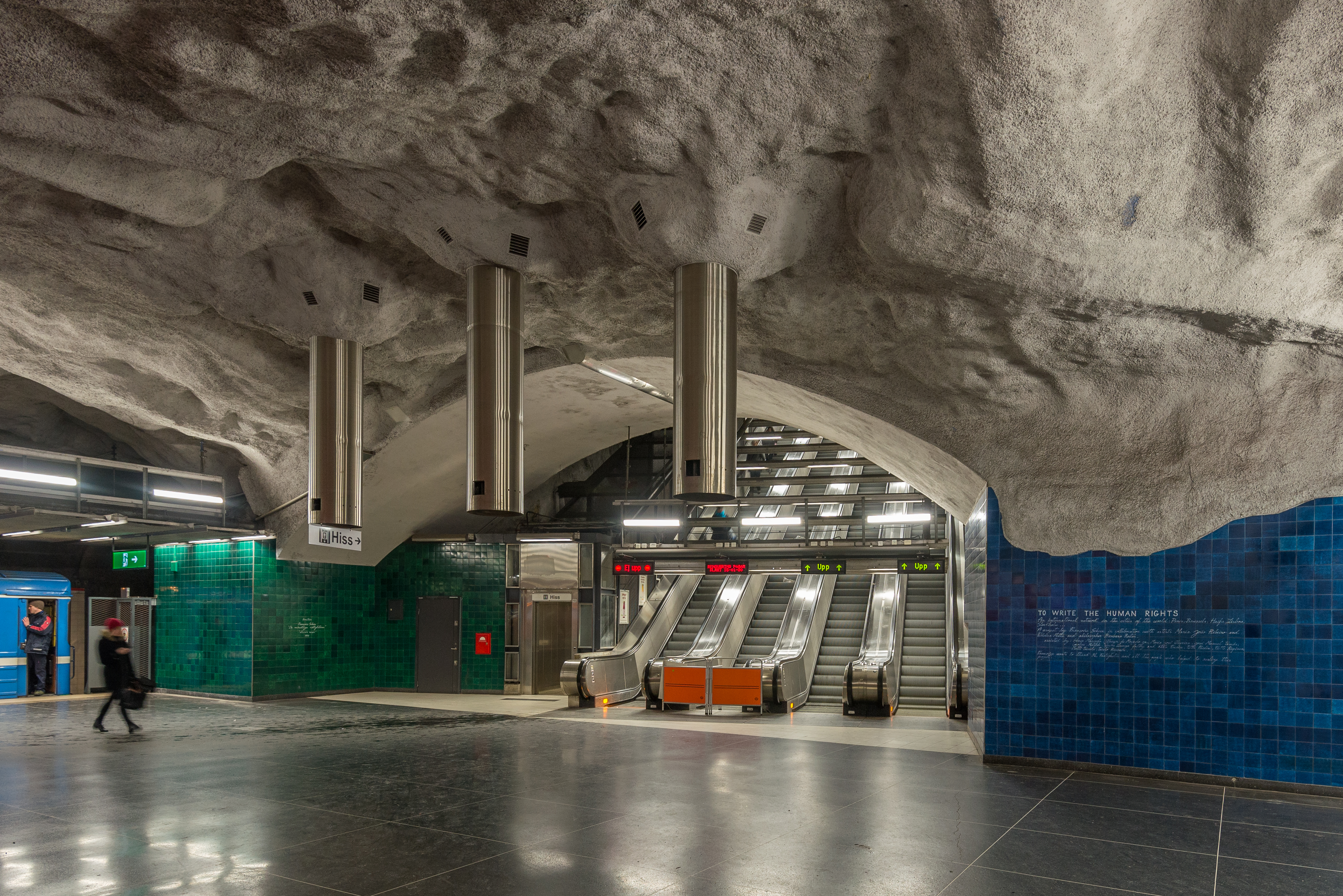
Выход с платформы.